# Nel segno
Nel segno è una novella di Luigi Pirandello pubblicata per la prima volta nel 1904  e inclusa nella seconda raccolta di Novelle per un anno, La vita nuda, data alle stampe nel 1922 da Bemporad.

## Trama
La protagonista della novella è Raffaella Osimo, " una povera cucitrice, tradita come tante altre, abbandonata come tante altre".
Eletto deputato, il Barni, sapendola anche orfana di madre e sola per farsi bello d'un atto di carità di fronte agli elettori, l'aveva accolta in casa. Così era venuta a Roma, in uno stato incerto: la trattavano come se fosse della famiglia, ma figurava intanto come istitutrice dei figliuoli più piccoli del barone e anche un po' come dama di compagnia della baronessa: senza stipendio beninteso. Lei lavorava: il Barni si prendeva il merito della carità.»
Innamoratasi ingenuamente del primogenito del barone Barni, Riccardo, e rimasta incinta, è cacciata di casa e dopo il parto tenta il suicidio, venendo quindi ricoverata in ospedale. Il destino le fa qui reincontrare il giovane, studente di medicina. Raffaella lo vede insieme a una compagna di corso, di origini straniere: una ragazza molto bella e visibilmente invaghita di lui. Il primario fa fare agli studenti pratica anatomica sulle donne ricoverate. Raffaella si offre per la lezione e vuole che sia la compagna di Riccardo a disegnare sul suo corpo dove si trova il cuore.

## Edizioni
- Luigi Pirandello, Novelle per un anno, Prefazione di Corrado Alvaro, Mondadori 1956-1987, 2 volumi. 0001690-7
- Luigi Pirandello, Novelle per un anno, a cura di Mario Costanzo, Prefazione di Giovanni Macchia, I Meridiani, 2 volumi, Arnoldo Mondadori, Milano 1987 EAN: 9788804211921
- Luigi Pirandello, Tutte le novelle, a cura di Lucio Lugnani, Classici Moderni BUR, Milano 2007, 3 volumi.
- Luigi Pirandello, Novelle per un anno, a cura di S. Campailla, Newton Compton, Grandi tascabili economici.I mammut, Roma 2011 Isbn 9788854136601
- Luigi Pirandello, Novelle per un anno, a cura di Pietro Gibellini, Giunti, Firenze 1994, voll. 3.